# Mikołaj Getka-Kenig
Mikołaj Jerzy Getka-Kenig (ur. 7 listopada 1987 w Warszawie) – polski historyk i historyk sztuki, pracownik naukowy Polskiej Akademii Nauk, muzealnik, menedżer kultury, dyrektor Muzeum Zamkowego w Sandomierzu (od 2021).

## Edukacja
Ukończył XVII Liceum Ogólnokształcące im. Andrzeja Frycza Modrzewskiego w Warszawie, następnie odbył studia magisterskie z zakresu historii w Instytucie Historycznym Uniwersytetu Warszawskiego oraz historii sztuki w Instytucie Historii Sztuki UW i Courtauld Institute of Art w Londynie. W 2016 r. uzyskał stopień doktora nauk humanistycznych z zakresu historii na Uniwersytecie Warszawskim, a w 2023 r. stopień doktora habilitowanego z zakresu historii w Instytucie Historii Nauki PAN. Ponadto w 2019 r. ukończył studia podyplomowe z zarządzania w kulturze w Szkole Głównej Handlowej w Warszawie, a w 2021 r. studia podyplomowe z zarządzania projektami na Akademii Górniczo-Hutniczej w Krakowie.

## Kariera zawodowa
W l. 2015–2016 był adiunktem w Żydowskim Instytucie Historycznym w Warszawie. Od 2016 r. jest adiunktem w Instytucie Historii Nauki PAN, a w l. 2016–2019 był adiunktem naukowym w Instytucie Historii Sztuki Uniwersytetu Jagiellońskiego w Krakowie (w ramach stażu FUGA5 Narodowego Centrum Nauki). W 2021 r. objął stanowisko dyrektora Muzeum Zamkowego w Sandomierzu (do 31 grudnia 2021 Muzeum Okręgowego). W l. 2019–2021 był członkiem jury konkursu Generalnego Konserwatora Zabytków „Zabytek Zadbany”, od 2019 r. jest członkiem Wojewódzkiej Rady Ochrony Zabytków przy Małopolskim Wojewódzkim Konserwatorze Zabytków, a od 2021 r. także członkiem Rady Ochrony Zabytków przy Ministrze Kultury i Dziedzictwa Narodowego. Należy również do Komisji Biograficznej i Komisji Historii Nauki Polskiej Akademii Umiejętności.

## Wybrane publikacje[6]
- Ojcowie „wskrzeszonej” ojczyzny. Senat w rzeczywistości społeczno-politycznej Księstwa Warszawskiego, Warszawa 2013.
- Pomniki publiczne i dyskurs zasługi w dobie „wskrzeszonej” Polski lat 1807–1830, Kraków 2017.
- (Red.) Plan londyński. Niezrealizowana wizja odbudowy Warszawy (1945–1946), Warszawa 2021.
- Stanisław Kostka Potocki. Studium magnackiej kariery w dobie upadku i „wskrzeszenia” Polski, Warszawa 2021.